# 岸義人
岸義人（日语：／ Kishi Yoshito，1937年4月13日—2023年1月9日），日本有機合成化學家，專長天然物化學，現任哈佛大學名譽教授，美國衛材株式会社副社長。
岸義人是NHK反應的發現者之一，被看好與塞繆爾·丹尼謝夫斯基、K·C·尼古劳、史蒂文·V·萊一同角逐諾貝爾化學獎。

## 生平
1937年4月13日，岸義人誕生於日本愛知縣名古屋市，名古屋大學理學部畢業。理學博士（名古屋大學）。
博士班時期，岸義人與2008年諾貝爾化學獎得主下村脩師出同門，皆是天然物化學權威平田義正的弟子。
岸義人的博士後研究在哈佛大學完成，師從1965年诺贝尔化学奖得主罗伯特·伯恩斯·伍德沃德。1966年至1974年在名古屋大學農學部任教，1974年開始擔任哈佛大學化學教授，2009年擔任哈佛大學名譽教授。
1994年，完成岩沙海葵毒素的全合成。

## 貢獻
- 發現野崎–桧山–岸反应
- 藉由對海洋天然產物的全合成，對有機合成和天然物化學做出極大貢獻[5]：
  - 岩沙海葵毒素的全合成。
  - 丝裂霉素的全合成。
  - 首先完成D,L-河豚毒素的全合成[6][7]
  - 軟海綿素B（英语：Halichondrin B）的全合成。

## 榮譽
- 1999年　恩賜獎・日本學士院獎
- 2000年　文化功勞者
- 2001年　四面體獎
- 2001年　美國化學會獎
- 2013年　瑞寶重光章
- 2018年　野依良治奖（英语：Ryoji Noyori Prize） (日本有機合成化學會)

### 同門
- 下村脩 - 同門，2008年諾貝爾化學獎得主
- 中西香爾 - 同門
- 野依良治 - 同為平田義正相關學者，2001年諾貝爾化學獎得主

### 弟子
- 斯图亚特·L·施莱伯 - 2016年沃爾夫化學獎得主
- 福山透

## 外部連結
- Yoshito Kishi | Department of Chemistry & Chemical Biology （页面存档备份，存于）